# Decision to Leave
Decision to Leave (헤어질 결심?, 헤어질 決心?, He-eojil gyeolsimLR) è un film del 2022 diretto da Park Chan-wook.
Presentato in concorso al 75º Festival di Cannes, il lungometraggio è valso al regista il Prix de la mise en scène.

## Trama
Il detective Jang Hae-jun, affetto da insonnia, lavora a Busan e vede la moglie Jeong-an, dipendente della centrale nucleare residente a Ipo, solo una volta alla settimana. Hae-jun e il suo partner, Soo-wan, indagano sul caso di un ufficiale dell'immigrazione in pensione, Ki Do-soo, trovato morto ai piedi di una montagna che scalava spesso. Hae-jun e Soo-wan interrogano la moglie molto più giovane del defunto, Seo-rae, un'emigrata cinese che lavora come badante per anziani, sospettando di lei a causa delle sue insufficienti manifestazioni di dolore, di un graffio sulla mano, di lividi sulle gambe e sul busto, e di un suo tatuaggio con le iniziali di Ki, che lui usava per marchiare tutto ciò che gli apparteneva.
Hae-jun conduce ulteriori colloqui con Seo-rae e si apposta di notte fuori dal suo appartamento, infatuandosi progressivamente di lei; a sua volta, Seo-rae lo osserva fuori dal suo palazzo e assiste a una delle sue indagini. La vecchietta di cui Seo-rae si prende cura il lunedì afferma che la donna era con lei il giorno in cui Ki è morto e il filmato della telecamera di sicurezza mostra Seo-rae fuori dalla casa dell'anziana poco prima dell'ora del decesso di Ki. Interrogata sul suo passato, Seo-rae ammette che in Cina ha ucciso sua madre, una malata terminale, con delle pillole di fentanyl: era stata lei stessa a chiederle di farlo e prima di morire aveva detto a Seo-rae di andare in Corea per reclamare la montagna che le aveva lasciato il nonno coreano che era stato un combattente per l'indipendenza della Corea in Manciuria. Seo-rae consegna a Hae-jun delle lettere scritte da Ki in cui ammetteva di essere corrotto, tra cui una lettera inviata a un suo subordinato che Hae-jun interpreta come una lettera d'addio. Hae-jun stabilisce che la morte è stata un suicidio nonostante i dubbi di Soo-wan e informa Seo-rae che non è più sospettata.
Seo-rae e Hae-jun visitano insieme un tempio buddista e le rispettive case e si avvicinano. Durante una visita al suo appartamento, Seo-rae brucia le prove fotografiche del caso del marito che Hae-jun conservava ancora sulla sua bacheca dei casi irrisolti, pensando che la sua insonnia sia causata dall'ossessione. Un giorno, sostituendo Seo-rae dalla sua cliente del lunedì, Hae-jun scopre che le due donne hanno lo stesso modello di cellulare e che l'anziana, essendo affetta da demenza, non sa mai quale sia il giorno della settimana. Sul telefono della cliente vede che la donna, che si trova in casa, sembrerebbe aver salito 138 rampe di scale il giorno della morte di Ki: Hae-jun capisce quindi che Seo-rae ha scambiato il suo telefono con quello della cliente, e si è poi arrampicata sulla montagna per spingere e uccidere il marito, provocandosi lividi e graffi. Affrontandola nel suo appartamento, conclude anche che ha falsificato la lettera d'addio di Ki e, con costernazione, la accusa di essersi avvicinata a lui solo per distruggere le prove. Hae-jun dice a Seo-rae che lei ha distrutto il suo orgoglio per il lavoro e che, da quando l'ha incontrata, è stato "annientato". Prima di andarsene, la informa che ha insabbiato le prove e le ordina di gettare il telefono incriminato in mare.
Tredici mesi dopo, Hae-jun si è trasferito a Ipo per vivere con Jeong-an dopo aver sviluppato una depressione e un'insonnia più grave. Al mercato del pesce con Jeong-an, incontra Seo-rae insieme al suo nuovo marito Im Ho-shin, un investitore d'affari. Il giorno dopo, Ho-shin viene trovato morto nella piscina prosciugata della sua villa. Hae-jun si occupa del caso ed è convinto che Seo-rae sia la colpevole: la donna ammette di aver svuotato la piscina, ma solo perché Hae-jun non fosse disturbato dalla vista del sangue quando sarebbe arrivato sulla scena del delitto. Sa Cheol-seong, un immigrato cinese, confessa presto di aver ucciso Ho-shin per aver frodato miliardi di won alla sua defunta madre. Sa nega che Seo-rae abbia avuto un ruolo e rivela di aver installato un localizzatore sul telefono di Seo-rae per poter scoprire dove vivesse Ho-shin.
Hae-jun affronta Seo-rae sulla montagna che le ha lasciato il nonno. Sul ciglio del burrone, la ragazza lo abbraccia, rivelando di aver conservato il telefono con le prove incriminanti del caso di Ki e gli propone di usarlo per "indagare nuovamente" su di lei. I due si baciano appassionatamente. Jeong-an lascia Hae-jun quando questi torna a casa, sospettando la sua relazione.
Il giorno dopo, Hae-jun viene a sapere da Sa che Seo-rae è andata a trovare la madre di Sa in ospedale il giorno della sua morte. Conclude quindi che Seo-rae ha dato alla madre le pillole di fentanyl rimaste in suo possesso, sapendo che Sa avrebbe ucciso Ho-shin non appena la madre fosse morta. Hae-jun rintraccia il telefono di Seo-rae tramite il trasmettitore installato da Sa e la insegue fino a una spiaggia. Al telefono, la donna gli racconta che voleva che Ho-shin morisse perché aveva scoperto una registrazione in cui Hae-jun le diceva di amarla, e che Ho-shin aveva pianificato di rivelare la loro relazione illecita a Jeong-an. Hae-jun non ricorda di essersi mai dichiarato a Seo-rae, anche se lei dice di aver iniziato ad amarlo quando lui ha smesso di amare lei. Arrivato al litorale, Hae-jun trova l'auto vuota di Seo-rae con all'interno il suo cellulare, che contiene la registrazione incriminata: si tratta di quella che la donna aveva fatto quando Hae-jun le aveva detto che lo aveva "annientato". Intanto, in un punto nascosto della spiaggia, Seo-rae scava una fossa nella sabbia e vi entra mentre la marea si alza. Mentre il sole tramonta, Hae-jun cerca Seo-rae in lungo e in largo sulla battigia, ma non riesce a trovarla.

## Personaggi e interpreti
- Tang Wei: Song Seo-rae
- Park Hae-il: Jang Hae-jun
- Lee Jung-hyun: Ahn Jeong-an, moglie di Hae-jun
- Go Kyung-pyo: Oh Soo-hwan, assistente di Hae-jun
- Park Yong-woo: Im Ho-shin, marito di Seo-rae
- Kim Shin-young: Yeo Yeon-soo, assistente di Hae-jun
- Jung Yi-seo: Yoo Mi-ji
- Yoo Seung-mok: Gi Do-soo, marito di Seo-rae
- Park Jeong-min: Hong San-oh, il sospetto suicida
- Seo Hyun-woo: Sa Cheol-seong / 'Schiaffo'
- Jung Young-sook: Anziana 'del lunedì'
- Yoon Sung-won: Comissario Capo
- Go Min-si: Strega
- Jeong Ha-dam: Oh Ga-in

## Promozione
Il teaser del film è stato diffuso online il 7 maggio 2022, seguito dal primo trailer il successivo 10 maggio.

## Distribuzione
Il film è stato presentato in anteprima nel maggio 2022 in concorso al 75º Festival di Cannes ed è stato distribuito nelle sale cinematografiche sudcoreane a partire dal 29 giugno dello stesso anno.
Nell'aprile 2022 è stata annunciata l'acquisizione dei diritti da parte della MUBI per una distribuzione nei cinema di Nord America e Regno Unito, oltre che per una pubblicazione esclusiva sulle proprie piattaforme. La distribuzione in Nord America e Regno Unito è avvenuta a partire dal 14 ottobre 2022, dopo che la pellicola è stata presentata agli annuali Toronto International Film Festival e Fantastic Fest nel mese precedente. Nel novembre 2022 è invece stata diffusa la data di pubblicazione per lo streaming su MUBI, avvenuta il 9 dicembre 2022, insieme all'annuncio di una distribuzione in formato fisico (su Blu-ray Disc e DVD) avvenuta il 10 gennaio 2023.
In Italia il film è stato distribuito il 2 febbraio 2023 dalla Lucky Red, dopo essere stato inizialmente programmato con il titolo La donna del mistero. Inoltre la stessa Lucky Red ha anticipato la pubblicazione organizzando una rassegna dedicata al regista nelle principali città italiane.

## Accoglienza

### Incassi
Al 29 gennaio 2023 Decision to Leave è il nono film dal maggior incasso in Corea del Sud del 2022, avendo incassato 15904690 $.

### Critica
Decision to Leave sul sito web Rotten Tomatoes ha ricevuto il 93% delle recensioni professionali positive, con un voto medio di 8,3 su 10, basato su 221 recensioni; il consenso critico del portale recita: «Se Decision to Leave non è esattamente allo stesso livello dei capolavori di Park Chan-wook, questo thriller sentimentale è comunque un risultato notevole sotto qualsiasi altra metrica». Su Metacritic ha invece ottenuto un punteggio di 84 su 100, basato su 44 critiche.

## Riconoscimenti
- 2023 – Golden Globe[15]
  - Candidatura al miglior film non in lingua inglese
- 2022 – Alliance of Women Film Journalists[16]
  - Candidatura al miglior film non in lingua inglese
- 2023 – Asian Film Award[17][18]
  - Miglior sceneggiatura a Park Chan-wook e Jeong Seo-kyeong
  - Miglior attrice a Tang Wei
  - Miglior scenografia a Ryu Seong-hee
  - Candidatura al miglior film
  - Candidatura al miglior regista a Park Chan-wook
  - Candidatura al miglior attore a Park Hae-il
  - Candidatura al miglior montaggio a Kim Sang-beom
  - Candidatura alla miglior fotografia a Kim Ji-yong
  - Candidatura alla miglior musica a Jo Yeong-wook
  - Candidatura al miglior sonoro a Kim Suk-won
- 2022 – Asia Pacific Screen Award[19]
  - Candidatura alla miglior sceneggiatura a Park Chan-wook e Jeong Seo-kyeong
- 2023 – Austin Film Critics Association[20][21]
  - Miglior film internazionale
  - Candidatura al miglior regista a Park Chan-wook
- 2023 – Baeksang Arts Award[22]
  - Candidatura al miglior regista a Park Chan-wook
  - Candidatura al miglior attore a Park Hae-il
  - Candidatura alla miglior attrice a Tang Wei
  - Candidatura alla miglior sceneggiatura a Park Chan-wook e Jeong Seo-kyeong
  - Candidatura al premio tecnico a Ryu Seong-hae
  - Candidatura al premio tecnico a Cho Young-wook
- 2023 – Premio BAFTA[23][24]
  - Candidatura al miglior film non in lingua inglese a Park Chan-wook e Ko Da-seok
  - Candidatura al miglior regista a Park Chan-wook
  - Candidatura alla migliore sceneggiatura originale a Park Chan-wook e Jeong Seo-kyeong
  - Candidatura al miglior montaggio a Kim Sang-beom
- 2022 – Blue Dragon Film Award[25][26]
  - Miglior film
  - Miglior attore a Park Hae-il
  - Miglior attrice a Tang Wei
  - Miglior regista a Park Chan-wook
  - Miglior musica a Jo Yeong-wook
  - Miglior sceneggiatura a Park Chan-wook e Jeong Seo-kyeong
  - Star più popolare a Go Kyung-pyo
  - Candidatura alla miglior direzione artistica a Ryu Seong-hee
  - Candidatura alla miglior fotografia e luci a Kim Ji-yong e Shin Sang-yeol
  - Candidatura al miglior montaggio a Kim Sang-beom
  - Candidatura alla miglior attrice esordiente a Kim Shin-young
  - Candidatura al miglior attore non protagonista a Go Kyung-pyo
  - Candidatura alla miglior attrice non protagonista a Lee Jung-hyun
  - Candidatura al miglior risultato tecnico a Kwang Jeong-ae
- 2022 – Boston Society of Film Critics[27]
  - Miglior montaggio a Kim Saeg-beom
- 2022 – British Independent Film Award[28]
  - Candidatura alla miglior sceneggiatura a Park Chan-wook e Jeong Seo-kyeong
- 2022 – Buil Film Award[29][30]
  - Miglior film
  - Miglior attore a Park Hae-il
  - Miglior attrice a Tang Wei
  - Miglior fotografia a Kim Ji-yong
  - Miglior musica a Jo Yeong-wook
  - Candidatura alla miglior arte e tecnologia a Ryu Seong-hie
  - Candidatura al miglior regista a Park Chan-wook
  - Candidatura alla miglior sceneggiatura a Park Chan-wook e Jeong Seo-kyeong
- 2022 – Chicago Film Critics Association Award[31][32]
  - Miglior film in lingua straniera
  - Miglior fotografia a Kim Ji-yong
  - Candidatura al miglior regista a Park Chan-wook
  - Candidatura al miglior montaggio a Kim Sang-beom
  - Candidatura al miglior film
- 2022 – Chunsa Film Art Award[33]
  - Miglior attore a Park Hae-il
  - Miglior attrice a Tang Wei
  - Miglior regista a Park Chan-wook
  - Candidatura alla miglior sceneggiatura a Park Chan-wook e Jeong Seo-kyeong
  - Candidatura al miglior risultato tecnico a Kim Ji-yong
- 2023 – Critics' Choice Award[34]
  - Candidatura al miglior film straniero
- 2022 – Premio Daejong[35][36][37]
  - Miglior film
  - Miglior attore a Park Hae-il
  - Miglior sceneggiatura a Park Chan-wook e Jeong Seo-kyeong
  - Candidatura alla miglior attrice a Tang Wei
  - Candidatura alla migliore direzione artistica a Ryu Seong-hee
  - Candidatura alla miglior fotografia a Kim Ji-yong
  - Candidatura per i migliori costumi a Kwak Jeong-ae
  - Candidatura al miglior regista a Park Chan-wook
  - Candidatura al miglior montaggio a Kim Saeng-beom
  - Candidatura per le migliori luci a Shin Sang-yeol
  - Candidatura alla miglior musica a Jo Yeng-wook
- 2022 – Dallas-Fort Worth Film Critics Association[38]
  - Miglior film straniero[39]
- 2023 – Director's Cut Award[40]
  - Miglior regista a Park Chan-wook
  - Miglior sceneggiatura a Park Chan-wook e Jeong Seo-kyeong
  - Miglior attore a Park Hae-il
  - Miglior attrice a Tang Wei
  - Miglior nuovo attore a Seo Hyun-woo
  - Miglior nuova attrice a Kim Shin-young
- 2022 – Dublin Film Critics' Circle[41]
  - Miglior regista a Park Chan-wook (8º posto)
  - Miglior sceneggiatura a Park Chan-wook e Jeong Seo-Gyeong (4º posto)
  - Miglior attrice a Tang Wei (4º posto)
- 2022 – Festival di Cannes[2][42]
  - Prix de la mise en scène a Park Chan-wook
  - In concorso alla Palma d'oro
- 2022 – Films from the South[43]
  - Candidatura per lo specchio d'argento
  - Candidatura al premio del pubblico
- 2022 – Florida Film Critics Circle[44][45]
  - Miglior film in lingua straniera
  - Miglior regista a Park Chan-wook
  - Miglior fotografia a Kim Ji-yong
  - Miglior sceneggiatura originale a Park Chan-wook e Jeong Seo-kyeong
  - Candidatura al miglior film
  - Candidatura al miglior attore a Park Hae-il
  - Candidatura alla miglior attrice a Tang Wei
- 2023 – Georgia Film Critics Association[46]
  - Candidatura al miglior film
  - Candidatura al miglior film internazionale
  - Candidatura al miglior regista a Park Chan-wook
  - Candidatura al miglior attore a Park Hae-il
  - Candidatura alla miglior attrice a Tang Wei
- 2022 – Gotham Independent Film Award[47]
  - Candidatura al miglior film internazionale
- 2023 – Hollywood Critics Association Award[48]
  - Candidatura al miglior film internazionale
  - Candidatura al miglior regista a Park Chan-wook
- 2023 – Hollywood Critics Association Creative Arts Award[49]
  - Miglior montaggio a Kim Sang-beom
- 2023 – Houston Film Critics Society[50]
  - Candidatura al miglior film in lingua straniera
- 2022 – Jerusalem Film Festival[51]
  - Candidatura al miglior film internazionale
- 2022 – Korean Association of Film Critics Award[52]
  - Miglior film
  - Miglior attrice a Tang Wei
  - Miglior fotografia a Kim Ji-yong
  - Miglior regista a Park Chan-wook
  - Miglior musica a Jo Yeong-wook
  - Miglior sceneggiatura a Park Chan-wook e Jeong Seo-kyeong
- 2022 – Korean Film Producers Association Award[53]
  - Miglior film
  - Miglior sceneggiatura a Park Chan-wook e Jeong Seo-kyeong
  - Miglior attrice a Tang Wei
  - Miglior attrice non protagonista a Kim Shing-young
  - Miglior musica e luci a Jo Yeong-wook e Shin Sang-yeol
- 2023 – London Critics Circle Film Awards[54][55]
  - Film straniero dell'anno[N 1]
  - Candidatura al film dell'anno
  - Candidatura al regista dell'anno a Park Chan-wook
  - Candidatura alla miglior risultato tecnico a Kim Ji-yong
- 2022 – Miskolc International Film Festival[56]
  - Candidatura al premio Emeric Pressburger
- 2022 – National Board of Review[57]
  - Premiato tra i cinque migliori film stranieri
- 2023 – National Society of Film Critics[58]
  - Candidatura al miglior film in lingua straniera
  - Candidatura al miglior regista a Park Chan-wook
- 2022 – New Mexico Critics Award[59]
  - Miglior attrice non protagonista a Tang Wei
- 2022 – Online Film Critics Society[60]
  - Candidatura per il miglior film straniero
- 2023 – San Diego Film Critics Society Award[61]
  - Candidatura al migliore film in lingua straniera
- 2023 – San Francisco Bay Area Film Critics Circle[62][63]
  - Miglior film in lingua straniera
  - Candidatura alla miglior fotografia a Kim Ji-yong
- 2023 – Satellite Award[64]
  - Candidatura al miglior film in lingua straniera
- 2023 – Seattle Film Critics Society[65]
  - Candidatura al miglior film
  - Candidatura alla miglior sceneggiatura a Park Chan-wook e Jeong Seo-kyeong
  - Candidatura al miglior film non in lingua inglese
  - Candidatura alla miglior fotografia a Kim Ji-yong
  - Candidatura al miglior montaggio a Kim Sang-beom
- 2022 – Semana Internacional de Cine de Valladolid[66]
  - Miglior montaggio a Kim Sang-beom
  - In concorso alla spiga d'oro
- 2022 – St. Louis Film Critics Association Award[67]
  - Miglior film internazionale
  - Candidatura alla migliore sceneggiatura a Park Chan-wook e Jeong Seo-kyeong
- 2022 – Sunset Circle Award[68]
  - Candidatura al miglior film
  - Candidatura al miglior film internazionale
  - Candidatura alla miglior attrice a Tang Wei
  - Candidatura al miglior regista a Park Chan-wook
  - Candidatura al miglior montaggio a Kim Sang-beom
  - Candidatura alla miglior sceneggiatura a Park Chan-wook e Jeong Seo-kyeong
- 2023 – Toronto Film Critics Association[69]
  - Candidatura al miglior film internazionale
- 2022 – Washington D.C. Area Film Critics Association[70]
  - Miglior film internazionale
- 2022 – Women in Film Korea Festival[71]
  - Miglior sceneggiatura a Jeong Seo-kyeong